# Język karyjski
Język karyjski – wymarły język z podrodziny anatolijskiej języków indoeuropejskich, którym posługiwali się w II i I tysiącleciu p.n.e. Karowie, zamieszkujący Karię – starożytną krainę w południowo-zachodniej Azji Mniejszej.